# Steven Bochco
 (juin 2016).
Si vous disposez d'ouvrages ou d'articles de référence ou si vous connaissez des sites web de qualité traitant du thème abordé ici, merci de compléter l'article en donnant les références utiles à sa vérifiabilité et en les liant à la section « Notes et références ».
Steven Ronald Bochco, né le 16 décembre 1943 à New York et mort le 1er avril 2018 à Pacific Palisades, est un scénariste et producteur américain de séries télévisées.
Il a participé à la création de Capitaine Furillo, La Loi de Los Angeles, New York Police Blues, et plus récemment First Murder.

## Biographie

### Enfance
Steven Ronald Bochco est né le 16 décembre 1943 à New York dans une famille juive, d'un père peintre et d'une mère violoniste. Il fréquente la High School of Music and Art de Manhattan avant d'étudier le scénario et le théâtre au Carnegie Institute of Technology de Pittsburgh. Il obtient un BFA de théâtre en 1966.

### Carrière
Il commence à travailler pour Universal Studios en tant qu'auteur sur L'Homme de fer, Columbo, McMillan mais aussi sur des séries moins populaires comme Griff, Delvecchio et L'Homme invisible. Il est aussi le scénariste du téléfilm The Counterfeit Killer en 1968 et participe au scénario de Silent Running (1972) et de Double Indemnity (1973). Il quitte Universal en 1978 pour rejoindre MTM Enterprises en tant que producteur.
Steven Bochco connaît le succès en 1981 avec la série policière Capitaine Furillo (Hill Street Blues) pour NBC dont il est cocréateur, scénariste et producteur. La série est diffusée de 1981 à 1987. À la suite de l'échec de Bay City Blues en 1985, Bochco est contraint de quitter MTM.
En 1986, Steven Bochco crée pour NBC la série La Loi de Los Angeles (1986-1994). En 1987, ABC finance la création de la société de production de Bochco qui produira la comédie Docteur Doogie (1989-1993) et la comédie musicale policière Cop Rock. Bochco renoue avec le succès grâce à New York Police Blues (NYPD Blue) (1993). Il produit ensuite des séries au succès plus mitigé : Murder One (1995-1997), Total Security (1997), Brooklyn South (1997) et City of Angels (2000).
On remarque, dans les séries qu'il a créées, une certaine fidélité à certains comédiens tels que Dennis Franz (Capitaine Furillo et NYPD Blues), Joe Spano (Hill Street Blues et New York Police Blues), Mark-Paul Gosselaar (NYPD Blues, Over There, Raising the Bar : Justice à Manhattan) ou encore Jimmy Smits (NYPD Blues, La Loi de Los Angeles)...

### Mort
Bochco décède le 1er avril 2018 à l'âge de 74 ans à Pacific Palisades en Californie.

### Vie privée
Steven Bochco a été marié à Barbara Bosson de 1969 à 1998.

## Filmographie

### comme scénariste

#### Cinéma
- 1968 : The Counterfeit Killer
- 1972 : Silent Running

#### Télévision
- 1964 : The Movie Maker (TV)
- 1971 : Columbo : Le Livre témoin (Murder by the Book) (série télévisée)
- 1971 : Columbo : Attente (Lady in Waiting) (série télévisée)
- 1972 : Columbo : Une ville fatale (Blueprint for Murder) (série télévisée)
- 1972 : Lieutenant Schuster's Wife (TV)
- 1973 : Columbo : Double choc (Double Shock) (série télévisée)
- 1974 : Columbo : Au-delà de la folie (Mind over Mayhem) (série télévisée)
- 1975 : L'Homme invisible (The Invisible Man) (TV)
- 1976 : Richie Brockelman: The Missing 24 Hours (TV)
- 1978 : Operating Room (TV)
- 1979 : Vampire (TV)
- 1986 : La Loi de Los Angeles (TV)
- 1990 : Columbo : Couronne mortuaire (Uneasy Lies the Crown) (série télévisée)
- 1997 : Murder One: Diary of a Serial Killer (feuilleton TV)

### comme producteur

#### Télévision
- 1972 : Banacek (TV)
- 1972 : Lieutenant Schuster's Wife (TV)
- 1975 : L'Homme invisible (The Invisible Man) (TV)
- 1976 : Richie Brockelman: The Missing 24 Hours (TV)
- 1979 : Vampire (TV)
- 1981 : Every Stray Dog and Kid (TV)
- 1986 : La Loi de Los Angeles (TV)
- 1997 : Murder One: Diary of a Serial Killer (feuilleton TV)
- 2004 : NYPD 2069 (TV)
- 2005 : Blind Justice (TV)
- 2005 : Over There (TV)
- 2006 : Hollis & Rae (TV)